# Trafary
Trafary (także: Trafara) – zbiornik retencyjny i teren dawnej osady, zlokalizowany na terenie gminy Zduny, około 3 kilometry na północny zachód od Konarzewa, w kompleksie leśnym Baszków-Rochy w obrębie Dąbrów Krotoszyńskich.
Zbiornik odbudowany w 2006 znajduje się w oddziale leśnym nr 128b Leśnictwa Baszków. Powierzchnia lustra wody wynosi 7,95 ha, pojemność 194.420 m³, średnia głębokość 2,5 m, a rzędna piętrzenia 111 m n.p.m. Nad brzegami rosną okazałe topole.
Do zbiornika prowadzi  czerwony szlak pieszy z Krotoszyna do Baszkowa i Kobylina. W pobliżu stoi Krzyż Napoleoński upamiętniający dawny cmentarz ofiar tyfusu.
W okresie Wielkiego Księstwa Poznańskiego (1815-1848) miejscowość wzmiankowana jako folwark Trafary należała do wsi mniejszych w ówczesnym pruskim powiecie krotoszyńskim w rejencji poznańskiej. Folwark Trafary należał do okręgu kobylińskiego tego powiatu i stanowił część majątku Baszkowo, którego właścicielem był wówczas Aleksander Mielżyński. Według spisu urzędowego z 1837 roku wieś liczyła 50 mieszkańców, którzy zamieszkiwali trzy dymy (domostwa).

## Przypisy

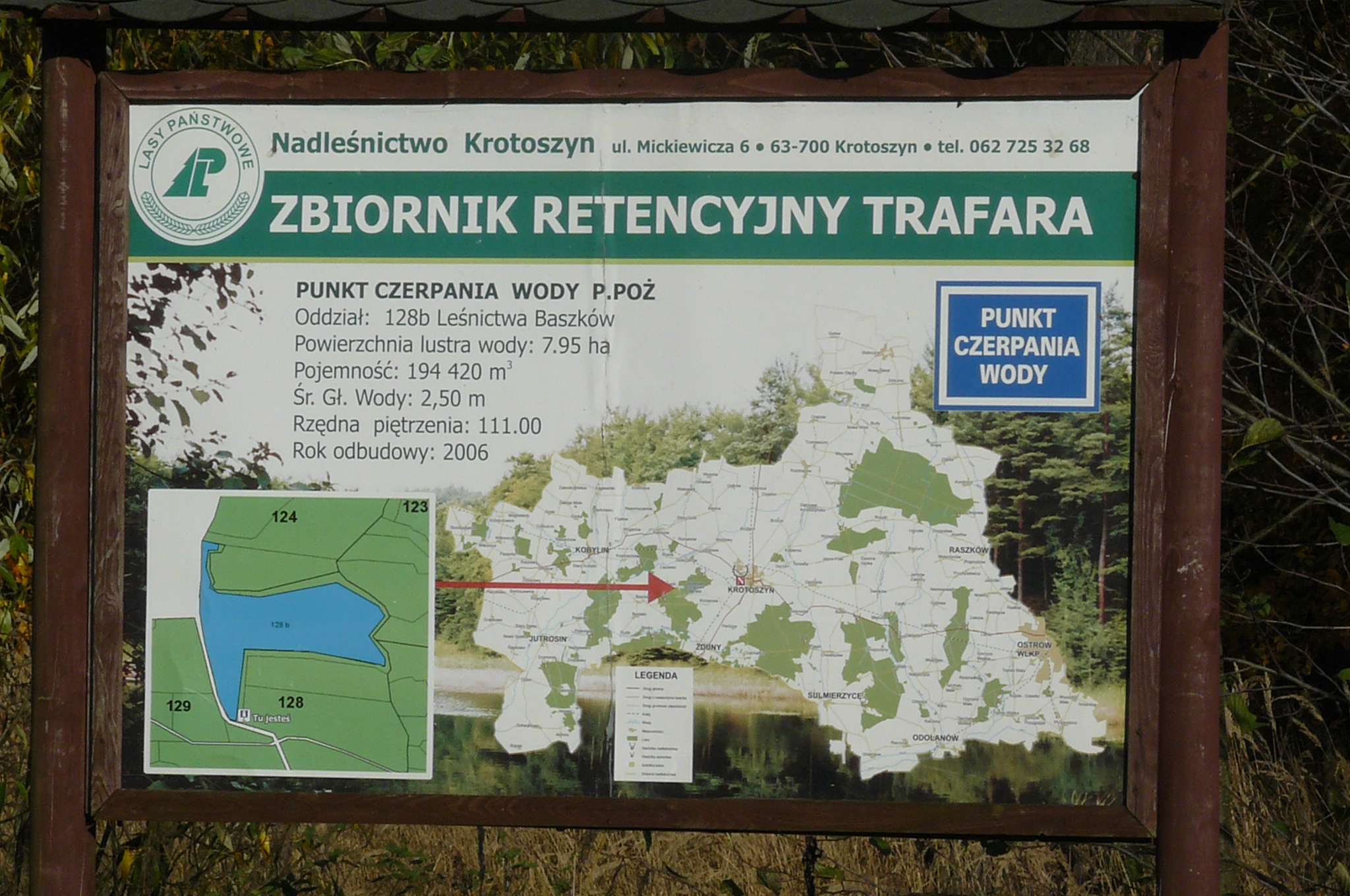
Plan zbiornika i okolic